# Epacrocerus apiculatus
Epacrocerus apiculatus är en tvåvingeart som beskrevs av Hardy 1982. Epacrocerus apiculatus ingår i släktet Epacrocerus och familjen borrflugor. Inga underarter finns listade i Catalogue of Life.